# Průběh pandemie covidu-19

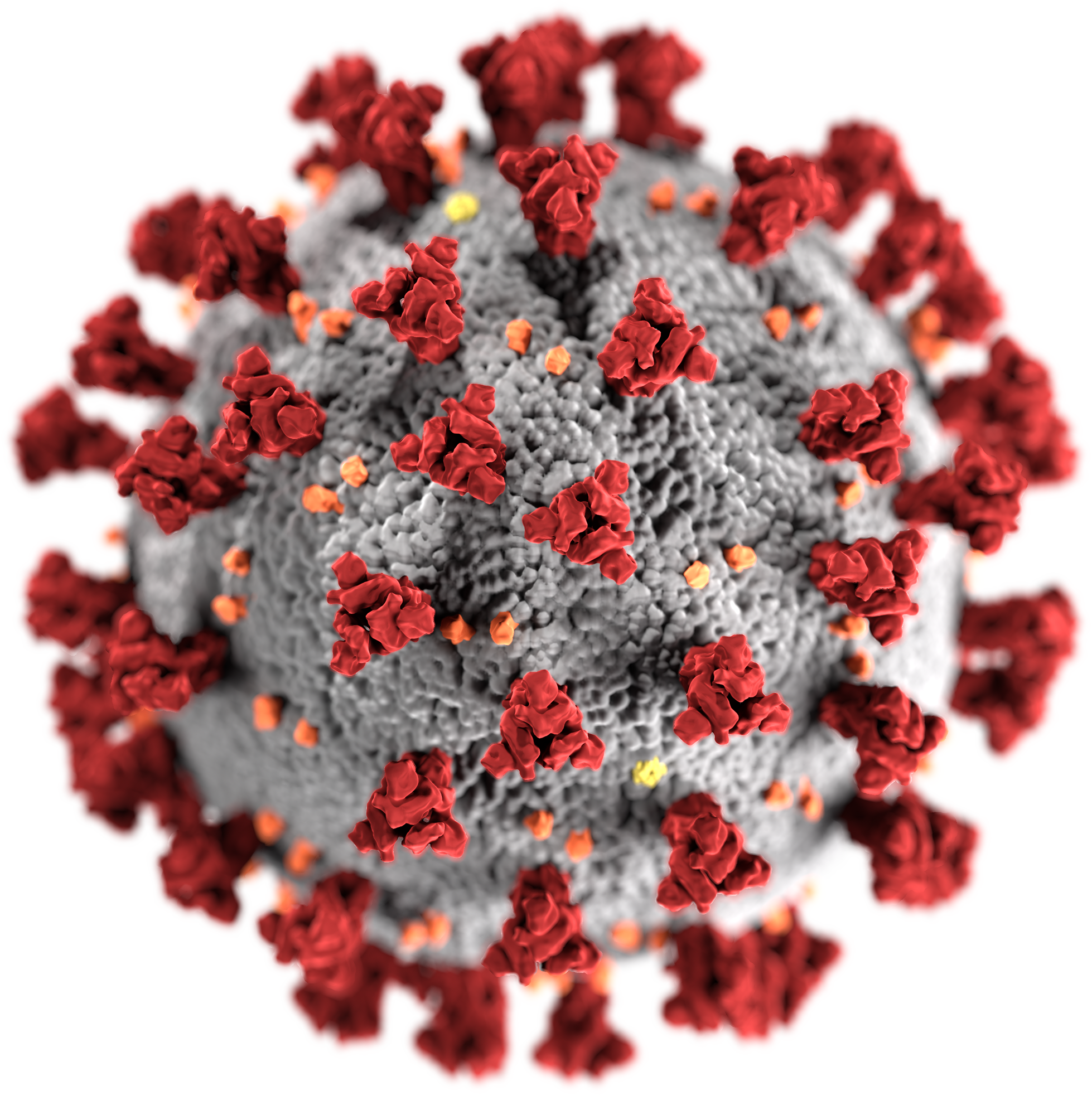
Morfologie kapsidy koronaviru SARS-CoV-2

Tento článek obsahuje stránky popisující průběh pandemie virové choroby covid-19, kterou způsobuje koronavirus SARS-CoV-2.

## Průběh podle měsíce
- Průběh pandemie covidu-19 (listopad 2019 – leden 2020)
- Průběh pandemie covidu-19 (únor 2020)

## Průběh podle země
- Průběh pandemie covidu-19 v Česku